# Лучия ди Ламермур
„Лучия ди Ламермур“ е трагична опера в 3 действия от Гаетано Доницети. Либретото е на Салваторе Камарано по историческия роман на Уолтър Скот „Ламермурската невеста“. 
Премиерата е в Неапол на 26 септември 1836 г. Изключително популярна и успешна от своето създаване, операта е един от шедьоврите на стила белканто.

## История
На премиерата на операта в неаполитанския театър „Сан Карло“ първите изпълнители са Доменико Косели – Едгардо, Жилбер Дюпре – Едгардо и Фани Персиани – Лучия.
На 13 април 1837 г. „Лучия ди Ламермур“ се играе във Виена, но във Виенската държавна опера се поставя едва през 1870 г. В Лондон операта се представя през 1838 г., а в  Ла Скала през 1939 г. За премиерата ѝ в Париж на 5 август 1839 г. Доницети прави нова версия. В България операта се изпълнява за пръв път на 24 април 1929 г. в София.

## Сюжет
Сюжетът проследява враждата между две благороднически фамилии – Аштън и Равенсууд. В самото начало на операта Аштън са във възход и току-що са завзели фамилния замък на Равенсууд. Едгардо ди Равенсууд, последния потомък на Равенсууд, живее сам в отдалечена кула на морския бряг, наричана Вълчата скала. Въпреки своите успехи, Аштън са заплашени от промяната на политическото статукво в страната. Лорд Енрико Аштън се надява да укрепи положението на семейството като ожени сестра си Лучия за влиятелния лорд Артуро Бъклоу.
- Първо действие започва в градините на замъка Равенсууд. Нормано, началникът на стражата, претърсва замъка за нарушител. Той споделя с Енрико подозренията си, че нарушителят е Едгардо, който се промъква в замъка за среща с любимата си Лучия. Така се и оказва и това вбесява Енрико, който заявява своето намерение да сложи край на тази връзка.

В това време Лучия чака своя любим в градините зад замъка. В своята прочута ария Regnava nel Silenzio тя разказва на своята прислужница Алиса за своя сън, в който ѝ се е явило младо момиче, убито от ревнив предшественик на Едгардо. Алиса отговаря, че това е знак от съдбата и тя трябва да изостави своя любим. В този момент идва и самият Едгардо. Той трябва незабавно да замине за Франция по политически причини. Той се надява да се помири с Енрико и да се ожени за Лучия. Те си разменят брачни клетви и годежни пръстени и Едгардо заминава.
- Второ действие – текат приготовления за наближаващата сватба на Лучия с Артуро. Енрико се притеснява дали сестра му ще дойде на церемонията. Той ѝ показва фалшиво писмо от Едгардо, в което той уж се отказва от нея заради срещната нова любов във Франция. Раймондо, свещеникът на замъка, продължава с коварните увещания и убеждава Лучия да развали сватбените си обети с Едгардо.

Артуро пристига за сватбата. Той вижда, че Лучия се държи странно, но отдава това на скорошната смърт на майка ѝ. Двамата подписват сватбените си договори, но в този момент в залата влиза Едгардо. Раймондо предотвратява схватката, но показва на Едгардо подписите на младоженците. Едгардо проклина Лучия и захвърля годежния си пръстен, преди да бъде изгонен от замъка.
- Трето действие

Енрико посещава Едгардо във Вълчата скала и го предизвиква на дуел. След като чува лъжата, че Лучия е заедно с Артуро в брачното ложе, Едгардо се съгласява и двамата си уреждат час. В залата на замъка Раймондо прекъсва сватбените тържества и обявява, че Лучия е полудяла и убила своя съпруг. В този момент Лучия влиза. В своята ария „Il dolce suono“ тя си представя, че е щастливо омъжена за Едгардо. Енрико обвинява сестра си за стореното, но след като вижда състоянието на Лучия млъква. В този момент Лучия припада.
Едгардо е решен да се самоубие с меча на Енрико. Той е научил, че Лучия умира. В този момент Раймондо идва и му съобщава, че Лучия вече е мъртва. Едгардо се самоубива с кинжал, за да я последва в смъртта.

## Лучия ди Ламермур в популярната култура
Известният секстет „Lucia Sextet“ се появява в няколко американски филма, сред които „Белязаният“ с Ал Пачино и „От другата страна“ с Джак Никълсън. „Il dolce suono“ се появява във филма на Люк Бесон „Петият елемент“.
Операта се споменава в романите Граф Монте Кристо, Мадам Бовари и е известно, че е любимата опера на Толстой.